# Postamt Charlottenburg 2

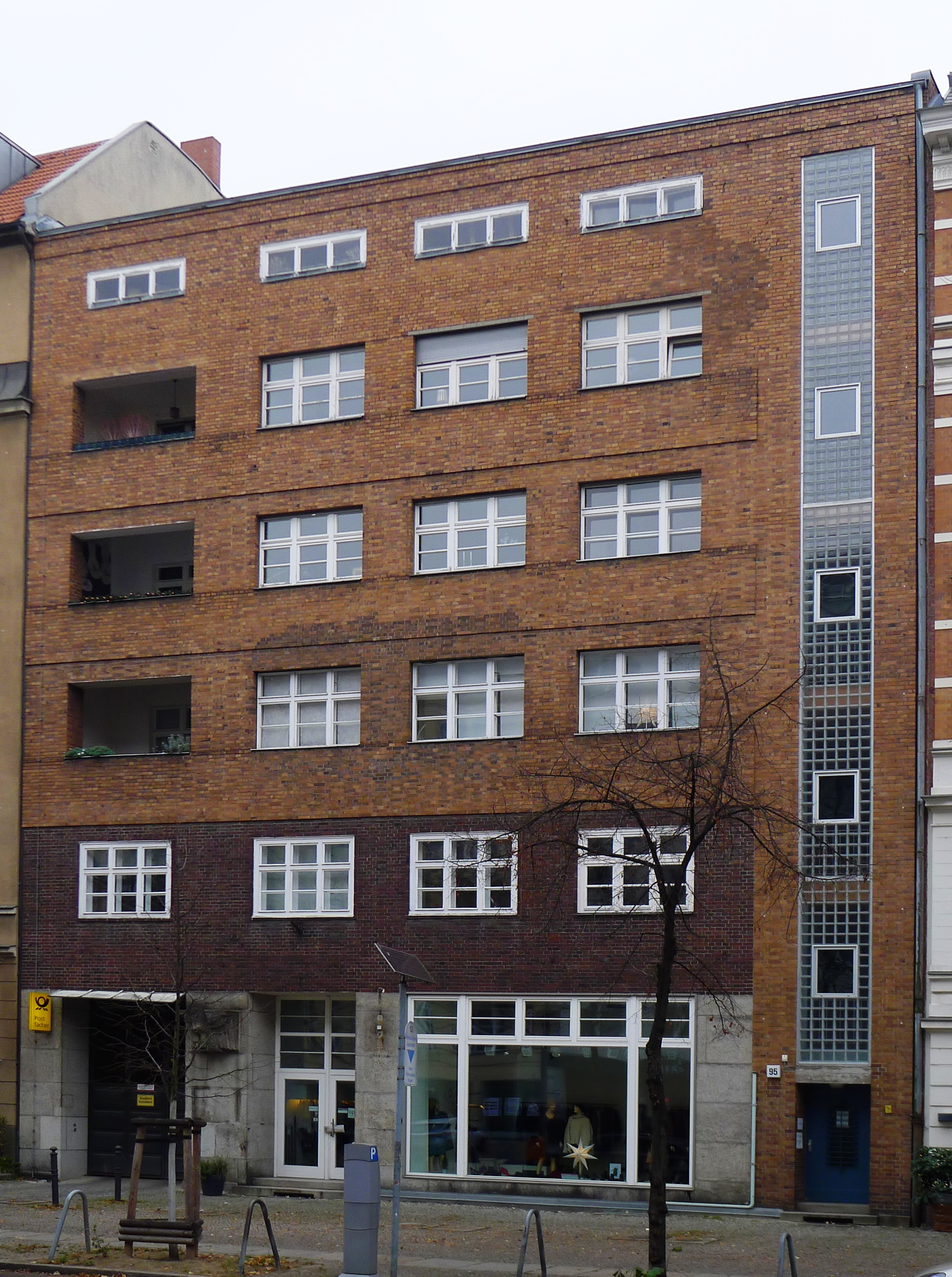
Ehemaliges Postgebäude Knesebeckstraße 95

Das ehemalige Postamt Charlottenburg 2 (benannt nach der Anweisung des Kaiserlichen Generalpostamtes aus dem Jahr 1873 zu den Berliner Postbezirken) im Gebäudekomplex Goethestraße 2/3 im Berliner Ortsteil Charlottenburg ist ein gelistetes Baudenkmal.

## Geschichte
Von 1705, der Stadtgründung war Charlottenburg ab 1892 eine Großstadt, die seit 1920 durch Eingemeindung zu Groß-Berlin ein eigenständiger Bezirk Charlottenburg wurde.
1782 wurde die erste Postagentur und Fahrpoststelle in Charlottenburg errichtet.
Mit der Reichsgründung 1871 und der damit verbundenen einheitlichen Postgestaltung unter Führung des Generalpostmeisters Heinrich Stephan konnte durch die Reichs-Postverwaltung auch in Charlottenburg in der Folge mehrere repräsentativen Post-Neubauten entstehen. 1881 wurde die erste Rohrpostlinie von Berlin nach Charlottenburg eröffnet.

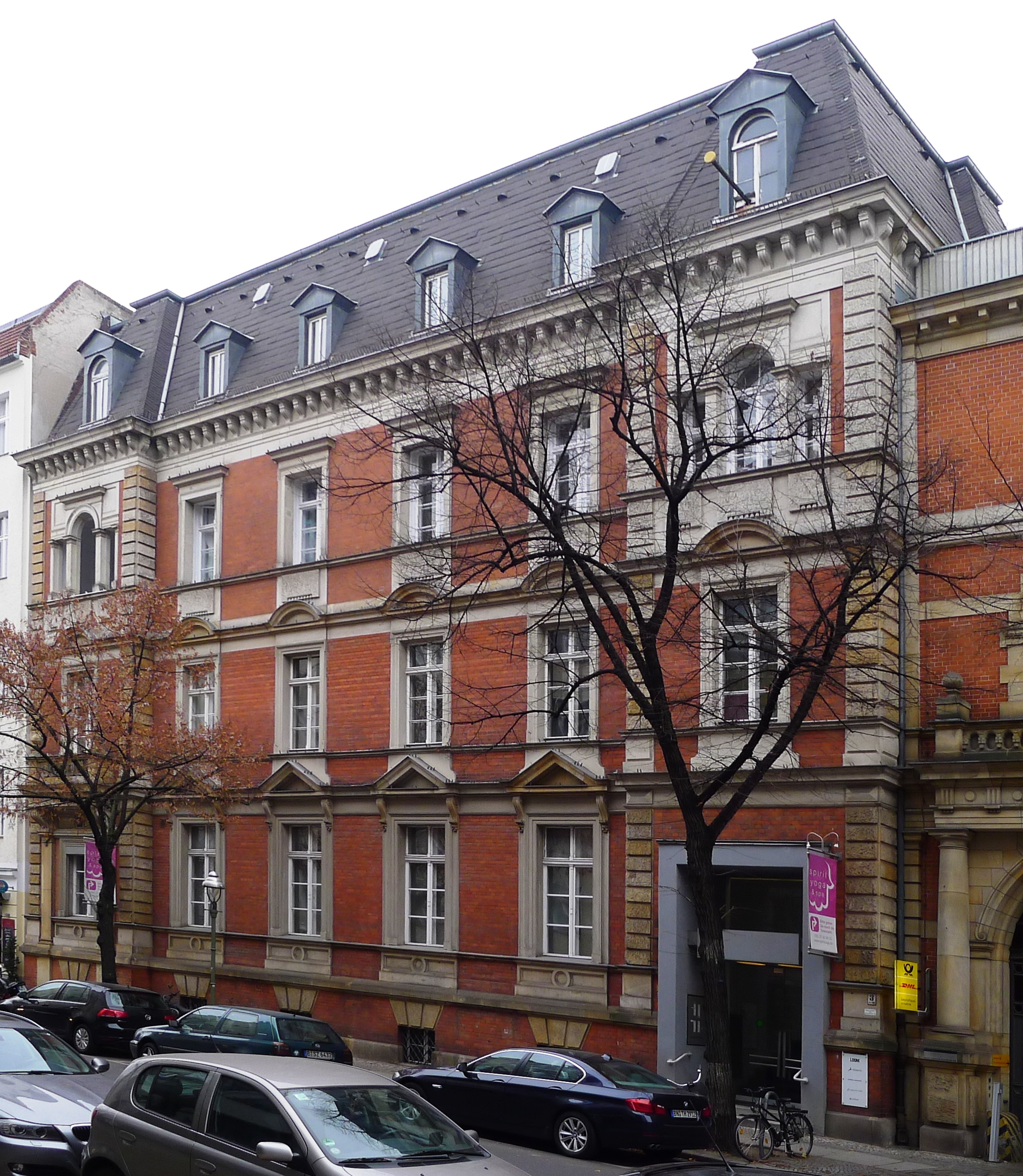
Ehemaliges Postgebäude mit Rohrpostamt 26

## Ehemaliges Kaiserliches Postamt
Das ehemalige Kaiserliche Post- und Telegraphenamt befindet sich in der Goethestraße 2–3 in der Charlottenburger Altstadt. Das Gebäude wurde 1881 nach den Entwürfen von Wilhelm Tuckermann und die Erweiterung in der Knesebeckstraße 95 1928 von Postbaurat Arnold Kayser im Auftrag der Kaiserlichen Oberpostdirektion fertiggestellt und seitdem mehrfach umgebaut und erweitert. Post,- Fernsprech- und Paketpostamt fanden sich in dem Gebäudekomplex. Umbauten durch das Berliner Bauunternehmen Boswau & Knauer erfolgten in den Jahren 1901–1902 und 1928.
Mit Ende des Zweiten Weltkriegs erfolgte die Wiederaufnahme des Postbetriebs durch Weisungen der Alliierten, hier im Britischen Sektor. Ab 1949 durch die Landespostdirektion Berlin geführt als Postamt 1 Berlin 12 bis 1995.
Die Nutzung als Postamt dauerte bis zur Privatisierung der Post 1995, heute Galerie Bernet Bertram.

## Weitere Postgebäude
Der Gebäudekomplex in der Otto-Suhr-Allee 80–82 (ehemals: Berliner Straße 62–64) und Warburgzeile 1–3 (ehemals: Kirchhofstraße 9–11), ehemaliges Postamt Charlottenburg 1, um 1900 Fernmeldeamt 1928 Erweiterung Packamt und Werkstätten, heute unter Denkmalschutz Baudenkmal Postamt Charlottenburg 1. Dort befand sich bis zur Schließung 2023 eine Postbank-Filiale sowie weitere Geschäfts- und Gewerbe-Ansiedlungen.Ehem. Postamt Charlottenburg 1

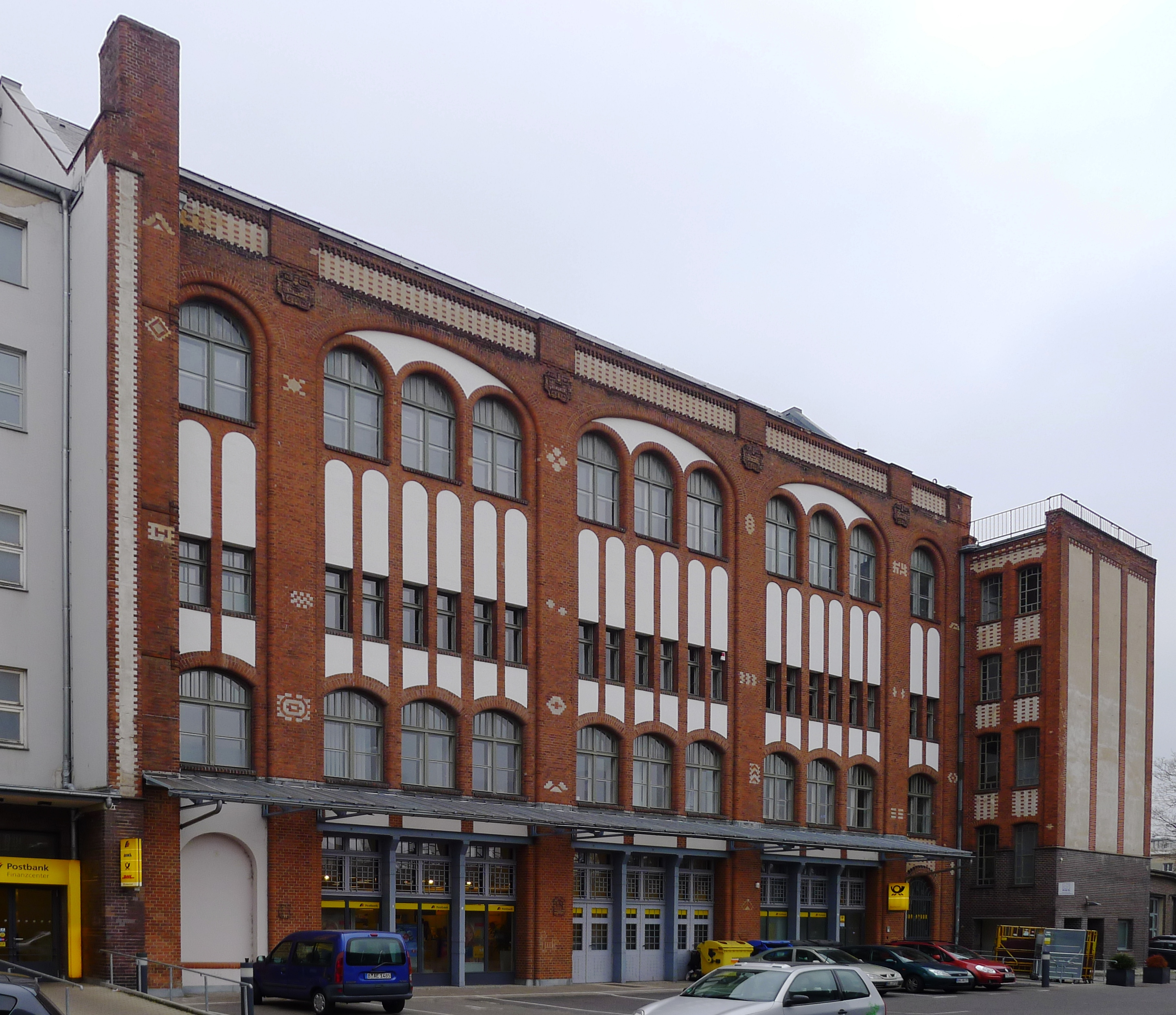
Ehemaliges Fernmeldeamt Charlottenburg

## Philatelistische Würdigung
Unmittelbar nach der Kapitulation wurde am 19. Mai 1945 die Zuordnung des Post- und Fernmeldewesens in Groß-Berlin zum Magistrat vollzogen. Bis 1948 fungierte der Alliierter Kontrollrat als Oberste Instanz für Postangelegenheiten.
Seit den 1950er Jahren konnten aus Solidarität mit dem geteilten Berlin sowohl Marken der Deutschen Bundespost als auch Marken der Deutschen Bundespost Berlin in den „Versandstellen für Sammlermarken“ (später: „Versandstellen für Postwertzeichen“) in West-Berlin im Postamt Charlottenburg 2 neben Weiden in der Oberpfalz und Frankfurt am Main Postkunden und Sammler die Marken beider Ausgaben beziehen.
Am 1. April 1954 wurde die Landespostdirektion Berlin gegründet und ab 1955 mit Genehmigung durch die Westalliierten auch Briefmarkenausgaben mit der Bezeichnung Deutsche Bundespost Berlin herausgegeben.
Anlässlich des 125. Geburtstages von Heinrich von Stephan erschien am 7. Januar 1956 das Ersttagsblatt Nr. 1 von Berlin (BRD-Marke 20 Pf. Mi-Nr. 227) und Ersttagsstempel des Postamt SW 61.